# Colombe à bec jaune
Columbina cruziana
Espèce
Statut de conservation UICN

 LC  : Préoccupation mineure
La Colombe à bec jaune (Columbina cruziana) ou Colombe à bandeau grenat, est une espèce d'oiseaux appartenant à la famille des Columbidae.

## Description
Cet oiseau mesure 15 cm pour une masse de 50 g environ.
Le mâle a la tête et le cou bleu cendré, la poitrine et le ventre chamois pâle rosé, les parties supérieures gris brun largement teinté de chamois et de mauve. Les rectrices médianes sont gris foncé et les médianes noires, tout comme les couvertures sous-alaires et les rémiges primaires. Les secondaires et les couvertures sont beige avec des taches bleu nuit. Les moyennes couvertures arborent une bande grenat foncé, d'où est tiré l'un des noms spécifiques. Les iris sont rougeâtres et les cercles oculaires jaunes. Relativement long par rapport à celui des autres espèces du genre Columbina, le bec est jaune d'or (d'où l'un des noms spécifiques) à la base et noir à l'extrémité. Les pattes sont rose chair.
La femelle présente une tête bleutée et le reste du plumage plus brun que bleuâtre. Le bandeau grenat est moins vif que chez le mâle.

## Répartition
Cet oiseau peuple le littoral du Pacifique sud-américain, du sud de la Colombie au nord du Chili.

## Habitat
La Colombe à bec jaune vit dans les régions arides et semi-arides.